# Johann Carl Weck
Johann Carl Weck (ur. 8 lipca 1841 w Schneidhain, zm. 27 stycznia 1914 w Luksemburgu) – niemiecki przedsiębiorca, producent weków.

## Życiorys
Po wykupieniu patentu w 1895 r. na konserwowanie żywności przez gotowanie, rozpoczął produkcję i sprzedaż słoików umożliwiających hermetyczne przechowywanie żywności, przy użyciu gumowej uszczelki, rowków w słoiku oraz metalowego mechanizmu blokującego. Tym samym proces ten, od jego nazwiska nazywany jest wekowaniem. Początkowo biznes Wecka nie odnosił sukcesów – jego współpracownik Georg van Eyck, działający w Emmerich am Rhein zrealizował jedynie ponad połowę zaplanowanej sprzedaży. Weck skłonił van Eycka do przeniesienia działalności do Öflingen, gdzie jako wspólnicy, 1 stycznia 1900 r. założyli spółkę J. Weck & Co., później przekształconą w J. Weck GmbH and Co. KG.
Wbrew popularnej opinii, Weck nie był wynalazcą wekowania. Kupił on patent do konserwowania żywności poprzez jej gotowanie. Wynalazcą procesu wekowania był chemik – doktor Rudolf Rempel (1859–1893), z którego patentu po jego śmierci korzystał Albert Hüssener w latach 1893–1895. Weck wykupił patent od Hüssenera, ze względu fakt, że był abstynentem, w związku z czym interesowało go konserwowanie owoców bez użycia alkoholu, co było również zbieżne z popularnym wówczas z tendencjami przejawianymi w ramach ruchu Lebensreform. Dzięki szerokiej reklamie produktów firmy, za którą odpowiadał van Eyck, weki wraz z procesem wekowania uzyskały znaczną popularność. Ponadto firma z czasem do swojej oferty wprowadziła inne produkty gospodarstwa domowego. W 1901 r. Weck zrezygnował z prowadzenia firmy i przeniósł się do Alzacji. W 1906 r. nazwisko Wecka zostało zarejestrowane jako znak towarowy. 
W 1934 r. w języku niemieckim słowo „wekowanie” (niem. einwecken) zaczęto używać jako synonim słowa „gotowanie” (niem. einkochen).